# Вільям Флойд
Вільям Флойд (англ. William Floyd, 17 грудня 1734 – 4 серпня 1821) – був американським батьком-засновником, багатим фермером і політичним лідером з Нью-Йорка. Флойд служив делегатом Континентального конгресу та підписав Континентальну асоціацію та Декларацію незалежності США. У серпні 1776 року, через кілька тижнів після підписання Декларації, британські війська перемогли американську армію в битві при Лонг-Айленді та конфіскували будинок і маєток Флойда, використовуючи це майно як базу для своїх кавалерійських підрозділів протягом наступних семи років. Флойд залишався активним у політиці протягом революційної ери, служив генерал-майором міліції штату Нью-Йорк і був обраний до першого Конгресу США в 1789 році.